# Sicyonia ingentis
Sicyonia ingentis is een tienpotigensoort uit de familie van de Sicyoniidae. De wetenschappelijke naam van de soort is voor het eerst geldig gepubliceerd in 1938 door Burkenroad.